# Modone
Modone (in greco Μεθώνη?, Methōnī) è un ex comune della Grecia nella periferia del Peloponneso di 2 638 abitanti secondo i dati del censimento 2001.
È stato soppresso a seguito della riforma amministrativa detta Programma Callicrate in vigore dal gennaio 2011 ed è ora compreso nel comune di Pylos-Nestoras.
Modone deve la sua importanza storica al fatto di essere stata per lungo tempo una delle più importanti basi navali della Repubblica di Venezia.
La città è situata sulla costa ionica del Peloponneso, tra Navarino e Capo Gallo, di fronte alle isole Sapienza e Cabrera. In epoca veneziana vi facevano scalo quasi tutte le navi veneziane sulla rotta tra Venezia e il Levante, nonché tutte le navi di pellegrini in viaggio verso la Terrasanta. Per la sua posizione strategica a guardia dell'imbocco dell'Adriatico, la fortezza di Modone fu tenuta in grande considerazione dalla Serenissima e soprannominata (analogamente al vicino porto di Corone) Venetiarum ocellae ("occhi di Venezia").

## Storia

### Epoca antica
Modone divenne famosa durante la Guerra civile romana fra Marco Antonio e Ottaviano.
Nell'estate dell'anno 32 Antonio, assieme alla regina d'Egitto Cleopatra, aveva predisposto il suo esercito a Patrasso e la sua flotta nell'ampio Golfo di Ambracia, vicino ad Azio, l'attuale Aktio-Vonitsa, disponendo una serie di presidi da nord, nell'isola di Corfù, a sud, a Modone, nel Peloponneso.
Era un dispositivo di rifornimenti efficace ma di fatto incontrollabile: l'abile ammiraglio Agrippa, cui Ottaviano aveva delegato le operazioni militari, conquistò con la sua flotta Modone, minacciando i collegamenti e la linea di rifornimento con l'Egitto.
Nell'estate dell'anno 31 sia la flotta che l'esercito di Antonio rimasero inattivi per un anno. Concentrare le forze ad Azio, contro l'avanzante Ottaviano era ormai un'opzione obbligata, ma niente affatto incoraggiante perché era quello che il futuro imperatore e il suo brillante generale avevano auspicato. Il Golfo di Ambracia da porto sicuro era diventato una trappola per le grandi quinquereme, circa 300 navi di grossa stazza fatte appositamente costruire dalla regina Cleopatra per appoggiare Antonio: pesanti, mal ridotte e soprattutto con equipaggi sotto organico e privi dell'addestramento e dell'esperienza di quelli della flotta di Ottaviano. La vittoria di Ottaviano fu totale.
L'isola passò poi, dopo la divisione dell'Impero romano, ai romani d'oriente, ovvero ai Bizantini, che ne mantennero il controllo fino al 1206, quando venne definitivamente persa dall'Impero in favore dei veneziani.

### Il primo dominio veneziano (1206-1500)
Venezia occupò Modone per la prima volta nel 1125, quando il doge Domenico Michiel fece radere al suolo la preesistente fortezza bizantina, ma dovette poi abbandonare la città. Già nel 1206 però la Repubblica ristabilì il proprio dominio su Modone, che mantenne ininterrotto per quasi trecento anni ed estese gradualmente a tutta la Morea, finché il 9 agosto 1500 i settemila difensori non dovettero capitolare alle ingenti truppe del sultano Bayazet II (si narra che fosse giunto con 100 000 uomini e 500 cannoni). La vicenda della presa di Modone da parte dei Turchi fu vivacemente descritta a posteriori da molti storiografi:
L'ambiguità tenuta di fronte al nemico (durante l'assedio e la successiva prigionia) da parte del rettore della fortezza, il patrizio Marco Gabriel, sarebbe all'origine della committenza del Ritratto di cavaliere di Vittore Carpaccio. Secondo questa interpretazione, l'ignoto cavaliere sarebbe il Gabriel, e l'opera sarebbe stata commissionata al Carpaccio dalla sua famiglia allo scopo di riscattarne l'onore, dopo la sua decapitazione da parte degli Ottomani, avvenuta a Costantinopoli il 4 novembre 1501.
Negli anni a venire molteplici furono i tentativi di riconquistare la città: nel 1531 ad opera dei Cavalieri di San Giovanni, e nel 1572 su iniziativa di Don Giovanni d'Austria.
La presa di Modone è raccontata in un poema epico ottomano del primo Cinquecento: Firdevsi-i Rumi, Kutb-Name (edizione a cura di I. Olgun, I Parmaksizoglu, Ankara 1980).

### Il secondo dominio veneziano (1686-1715)
Fu solamente con la guerra di Morea (1684-1699) che la Serenissima poté rientrare in possesso di Modone. Al comando del Capitano Generale Francesco Morosini, il 30 giugno 1686 i Veneziani strinsero d'assedio la città, difesa da 13 000 fanti e 1 200 cavalli, da terra e da mare; i Turchi capitolarono il 7 luglio. Quattromila abitanti sopravvissuti abbandonarono la città, mentre i conquistatori si impadronirono di cento cannoni di bronzo e quasi duecento schiavi.
La riconquista veneta fu ratificata nel 1699 dalla Pace di Carlowitz, ma fu alquanto effimera, giacché già nel 1714 i Turchi mossero guerra a Venezia e riconquistarono (1715) tutta la Morea, che fu loro ufficialmente ceduta con la Pace di Passarowitz (1718).